# Kaukomba River
Der Kaukomba River (auch: Kaukambar, Kokumba oder Kukumba, in der deutschen Kolonialzeit Margarethenfluß) ist ein kleiner Fluss in der Provinz Madang in Papua-Neuguinea.
Der Fluss entspringt in der Adelbert Range und verläuft grob in nördlicher Richtung, bevor er sich mit dem von Südosten kommenden Jabab Creek vereint und den Toto River bildet, der dann östlich des Dorfes Asuramba in den Pazifischen Ozean mündet.
In der deutschen Kolonialzeit lag die Station Hatzfeldhafen wenige Kilometer westlich des Flusses.